# Peltong
Peltong is een bestuurslaag in het regentschap Pamekasan van de provincie Oost-Java, Indonesië. Peltong telt 1283 inwoners (volkstelling 2010).